# Verl
Verl – miasto w Niemczech, położone w kraju związkowym Nadrenia Północna-Westfalia, w rejencji Detmold, w powiecie Gütersloh.
W 2013 liczyło 24 948 mieszkańców; w 2012 było ich 24 892.
Przez obszar miejski Verl przebiega autostrada A2.

## Sport
W mieście działa klub piłkarski, SC Verl, założony w 1924 roku.

## Współpraca
Miejscowości partnerskie:
- Annaburg, Saksonia-Anhalt
- Delphos, Stany Zjednoczone